# Campeonato de Wimbledon 2008
El Campeonato de Wimbledon de 2008 es un prestigioso torneo de tenis jugado sobre hierba, siendo esta su 122.ª edición. Este torneo forma parte del Grand Slam de tenis. El campeonato se disputa en las pistas del All England Lawn Tennis and Croquet Club, de Wimbledon, un barrio de Londres, entre el 23 de junio y el 6 de julio.
Tras la conclusión de la anterior edición del torneo en 2007, la organización comenzó los trabajos de remodelación de la pista central. Esta remodelación ya está terminada para la edición de 2008, aunque los trabajos continuarán y se espera que en 2009 la pista central cuente con un techo retráctil.

## Finales

### Sénior

#### Individuales masculino
Rafael Nadal gana a  Roger Federer 6-4, 6-4, 6-7(5), 6-7(8), 9-7
- 6.º título de Nadal en la temporada y 29.º de su carrera. Con este triunfo se convirtió en el primer tenista en ganar Wimbledon y Roland Garros consecutivamente desde que Björn Borg lo hiciera en 1980, y en el segundo español en vencer en Wimbledon, sucediendo a Manuel Santana, quien consiguió el triunfo en 1966. Esta fue la final más larga de la historia de Wimbledon con 4 h y 48 min, llegando a ser considerado como el mejor partido de la historia del tenis.[1]

#### Individuales femenino
Venus Williams gana a  Serena Williams 7-5, 6-4
- Primer título de la temporada para Venus Williams, y el 7.º título de Grand Slam en su carrera. Con este título eleva a 5 sus triunfos sobre la hierba de Wimbledon, tras ganar también en 2000, 2001, 2005 y 2007.

#### Dobles masculino
Daniel Nestor /  Nenad Zimonjić ganan a  Jonas Björkman /  Kevin Ullyett 7–6(12), 6–7(3), 6–3, 6–3

#### Dobles femenino
Serena Williams /  Venus Williams ganan a  Lisa Raymond /  Samantha Stosur 6–2, 6–2

#### Dobles mixtos
Bob Bryan /  Samantha Stosur ganan a  Mike Bryan /  Katarina Srebotnik 7-5, 6-4

### Junior

#### Individuales masculino
Grigor Dimitrov gana a  Henri Kontinen 7-5, 6-3

#### Individuales femenino
Laura Robson gana a  Noppawan Lertcheewakarn 6-3, 3-6, 6-1

#### Dobles masculino
Cheng-peng Hsieh /  Tsung-hua Yang ganan a  Matt Reid /  Bernard Tomic 6-4, 2-6, 12-10

#### Dobles femenino
Polona Hercog /  Jessica Moore ganan a  Isabella Holland /  Sally Peer 6-3, 1-6, 6-2